# Захоплення мечеті аль-Харам
Захоплення мечеті аль-Харам тривало з 20 листопада 1979 року по 4 грудня 1979 року, коли повстанці в Саудівській Аравії, що закликали до повалення правління династії Саудів, взяли в облогу та захопили мечеть аль-Харам, найсвятіше місце ісламу, у місті Мекка. 
Іхвани, оголосили, що Махді (месіанська фігура в ісламській есхатології) прибув у вигляді одного з їхніх лідерів: Мухаммеда Абдулли Аль-Кахтані; бойовики закликали всіх мусульман підкоритися йому. 
Після захоплення армія Саудівської Аравії за підтримки Франції через радників з GIGN майже два тижні боролися з іхванами, щоб повернути мечеть аль-Харам. 

Захоплення найсвятішого ісламського місця, взяття заручників з-поміж віруючих і подальша загибель сотень бойовиків, силовиків і заручників, що потрапили під перехресний вогонь, шокували мусульманський світ. 
Аль-Кахтані—махді, був серед 117 бойовиків, які були вбиті саудівськими військами під час повторного захоплення цього місця. 
Проте ватажок повстанців Джухаїман аль-Утаїбі та 68 його послідовників вижили після нападу; вони були взяті в полон і пізніше страчені шляхом обезголовлення. 

Після нападу Халід бін Абдулазіз запровадив суворіше дотримання шаріату по всій Саудівській Аравії 
, 
а також надав улемам і мусульманським консерваторам більше влади протягом наступного десятиліття. 
Подібним чином ісламська релігійна поліція Саудівської Аравії стала більш наполегливою.

## Передмова
Захопленням керував Джухаїман аль-Утаїбі, член родини Утаїба, впливової у Неджді. 
Він оголосив свого зятя Мохаммеда Абдуллу аль-Кахтані Махді, який, як вважають, прибуде на землю за кілька років до Судного дня. Його послідовники прикрашали той факт, що ім’я Аль-Кахтані та ім’я його батька ідентичні імені пророка Мухаммеда та імені його батька, і розвинули вислів: «Його та його батька імена були такими ж, як імена Мухаммеда та його батька, і він прийшов до Мекки з півночі, щоб виправдати їхню віру. Дата нападу, 20 листопада 1979 року, була останнім днем 1399 року згідно з ісламським календарем; це пов'язано з традицією муджаддіда, особи, яка з'являється на рубежі кожного століття ісламського календаря, щоб відродити іслам, очищаючи його від сторонніх елементів і відновлюючи його первозданну чистоту. 

Дід Джухаймана, Султан ібн Баджад аль-Утаїбі, їздив верхи з Ібн Саудом у перші десятиліття століття, а інші члени родини Утаїбі були одними з передових Іхванів. 

Джухаїман був проповідником, єфрейтором Національної гвардії Саудівської Аравії та був колишнім учнем шейха Абдул Аль-Азіза ібн База, який згодом став Великим муфтієм Саудівської Аравії.

### Цілі
Аль-Утаїбі виступив проти Ібн База «і почав виступати за повернення до споконвічних шляхів ісламу, серед іншого: відмова від співпраці із Західним Світом; скасування телебачення та вигнання немусульман». 

Він проголосив, що «правляча династія Аль-Сауд втратила свою легітимність, оскільки була корумпованою, показною та знищила саудівську культуру агресивною політикою вестернізації». 

Аль-Утаїбі та Кахтані познайомилися під час спільного ув'язнення за заколот, коли аль-Утаїбі стверджував, що мав видіння, надіслане Богом, який сказав йому, що Кахтані був Махді. 
Їхньою проголошеною метою було встановлення теократії для підготовки до неминучого апокаліпсису. 
Вони відрізнялися від початкових іхванів та інших ранніх ваххабітських пуристів тим, що «вони були міллєнаристами, вони відкидали монархію та засуджували ваххабітських улемів». 

### Відносини з улемами
Чимало їхніх послідовників були студенти теології Ісламського університету в Медіні. 
Аль-Утаїбі приєднався до місцевого відділу салафітської групи «Аль-Джамаа Аль-Салафія Аль-Мухтасіба» (Салафітська група, яка наказує добро і забороняє зло) у Медіні, яку очолював шейх Абд аль-Азіз ібн Баз, голова Постійного комітету з питань ісламу. 
 
Послідовники проповідували своє радикальне послання в різних мечетях Саудівської Аравії без арешту 

і уряд не бажав протистояти релігійним екстремістам. 
Аль-Утаїбі, Аль-Кахтані та деякі іхвани були заарештовані як порушники порядку поліцією безпеки Міністерства внутрішніх справ, Мабахіт, в 1978 році. 

Члени улеми (включаючи Ібн База) піддали їм перехресний допит за єресь, але згодом їх звільнили як традиціоналістів, що повертаються до іхванів, як і дідусь аль-Утаїбі, і, отже, не становлять загрози. 

Навіть після захоплення Великої мечеті певний рівень терпимості улемів до повстанців залишився. 
Коли уряд попросив фетву, що дозволяє збройну силу у Великій мечеті, відповідь Ібн База та інших вищих улемів «була на диво стриманою». 
Вчені не оголосили аль-Утаїбі та його послідовників немусульманами, попри те, що вони порушили святість Великої мечеті, а лише назвали їх «аль-джама аль-мусаллаха» (озброєна група). 
Старші вчені також наполягали на тому, що перед тим, як силовики нападуть на них, уряд має запропонувати їм можливість здатися. 

### Озброєння
Завдяки пожертвам багатих послідовників група була добре озброєна та навчена. 
Деякі члени, як-от Аль-Утаїбі, були колишніми вояками Національної гвардії. 

Деякі військовослужбовці Національної гвардії, які симпатизували повстанцям, контрабандою доставляли зброю, боєприпаси, протигази та провізію на територію мечеті. 

Автоматична зброя була контрабандою вивезена зі складів Національної гвардії, а запаси були заховані в сотнях невеликих підземних кімнат під мечеттю, які використовувалися як скіти. 

## Напад
Рано вранці 20 листопада 1979 року імам Великої мечеті шейх Мохаммед ас-Субайл готувався провести молитву за 50 000 віруючих, які зібралися для молитви. 
Близько 5:00 ранку його перервали повстанці, які витягли зброю з-під своїх мантій, закували ворота та вбили двох поліціянтів, які були озброєні лише дерев’яними палицями для дисциплінування непокірних паломників. 

Кількість повстанців вказується як «щонайменше 500» 

або «400-500», і включало кількох жінок і дітей, які приєдналися до руху Аль-Утаїбі. 

У той час у Великій мечеті проводила ремонтні роботи будівельна компанія «Saudi Binladin Group». 
Співробітник компанії зміг повідомити про захоплення до того, як повстанці перерізали телефонні лінії.
Повстанці звільнили більшість заручників, а решту замкнули у святині. 
Вони зайняли оборонні позиції на верхніх рівнях мечеті та снайперські позиції на мінаретах. 
Ніхто за межами мечеті не знав, скільки залишилося заручників, скільки бойовиків було в мечеті і які вони мали запаси зброї.
На момент події наслідний принц Фагд перебував у Тунісі на саміті Ліги арабських держав. 
Командувач Національної гвардії принц Абдулла також перебував за кордоном з офіційним візитом у Марокко. Тому король Халід доручив двом членам сімки Судайрі – принцу Султану, тодішньому міністру оборони, та принцу Наїфу, тодішньому міністру внутрішніх справ, розібратися з інцидентом.

## Облога

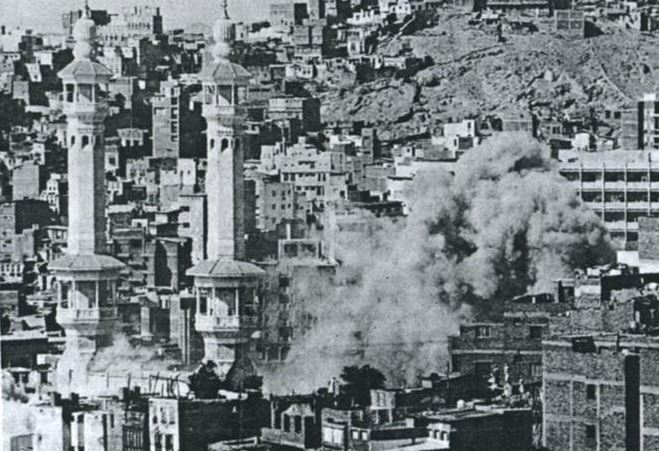
Дим піднімається з Великої мечеті під час штурму галереї Марва-Сафа, 1979 рік.

Невдовзі після захоплення повстанцями близько 100 офіцерів безпеки Міністерства внутрішніх справ спробували відвоювати мечеть, але їх повернули назад із великими втратами. 
До тих, хто вижив, приєдналися підрозділи армії Саудівської Аравії та Національної гвардії Саудівської Аравії. 
На прохання Саудівської Аравії французькі підрозділи GIGN, оперативники та коммандос були направлені на допомогу саудівським військам у Мецці.

До вечора все місто Мекка було евакуйовано. 
Принц Султан призначив Туркі бін Фейсала Аль Сауда головою «Al Mukhabaraat Al 'Aammah» (Саудівська розвідка), щоб взяти передовий командний пункт за кілька сотень метрів від мечеті, де принц Туркі залишиться протягом наступних кількох тижнів. 
Однак першим завданням було отримати схвалення улеми, яку очолив Абдул Азіз ібн Баз. 
Іслам забороняє будь-яке насильство у Великій мечеті, оскільки рослини не можна виривати з корінням без чіткого релігійного дозволу. 
Ібн Баз опинився в делікатній ситуації, особливо тому, що раніше він навчав аль-Утаїбі в Медині. 
Попри це, улеми видали фетву, яка дозволяла використовувати смертельну силу для повернення мечеті. 

Отримавши згоду релігії, сили Саудівської Аравії розпочали фронтальний штурм трьох головних воріт. 
Знову атакуючі сили були відбиті. 
Снайпери продовжували вбивати бійців, які розкривалися. 
Повстанці транслювали свої вимоги з гучномовців мечеті на вулиці Мекки, закликаючи до припинення експорту нафти до Сполучених Штатів і висилки всіх іноземних цивільних і військових експертів з Аравійського півострова. 

У Бейруті опозиційна організація Арабська соціалістична партія дії – Аравійський півострів 25 листопада оприлюднив заяву, нібито прояснивши вимоги повстанців. 
Проте партія заперечувала будь-яку причетність до захоплення Великої мечеті. 

Офіційно уряд Саудівської Аравії зайняв позицію, що не буде агресивно відвойовувати мечеть, а скоріше знищить бойовиків голодом. 
Проте, було здійснено кілька невдалих штурмів, принаймні один з них через підземні тунелі в мечеті та навколо неї. 

За словами Лоуренса Райта в книзі «The Looming Tower: Al-Qaeda and the Road to 9/11»:
Команда з трьох французьких спецпризначенців із Групи втручання Національної жандармерії (GIGN) прибула до Мекки. Спецназівці закачували газ у підземні камери, але, можливо, через те, що кімнати були настільки незрозуміло пов’язані між собою, газу не вистачило, і опір продовжувався. Зі збільшенням втрат Саудівська Аравія просвердлила діри у внутрішньому дворику та скинула гранати на кімнати внизу, без розбору вбивши багатьох заручників, але вигнавши повстанців, що залишилися, на більш відкриті території, де їх могли знищити снайпери. Більш ніж через два тижні після початку штурму вцілілі повстанці нарешті здалися.
Проте ця розповідь суперечить щонайменше двом іншим свідченням, 
, 
включаючи свідчення тодішнього командувача GIGN Крістіана Пруто: 
три коммандос GIGN навчали та споряджали саудівські війська та розробили їхній план нападу (який полягав у свердлінні отворів у підлозі мечеті та стрілянні газовими балончиками з вибухівкою через отвори), але не брали участі в дії та не ступали у мечеть.
Саудівська національна гвардія та саудівська армія зазнали великих втрат.
Щоб витіснити решту бойовиків, застосували сльозогінний газ. 

Згідно з телеграмою посольства США, надісланою 1 грудня, декілька лідерів бойовиків уникли облоги 
, 
а через кілька днів спорадичні бої спалахнули в інших частинах міста.
Битва тривала понад два тижні, і офіційно залишила «255 паломників, військових і фанатиків» убитими та «ще 560 поранених... хоча дипломати припустили, що жертви були більшими». 

Втрати військових склали 127 загиблих і 451 поранених.

## Наслідки

### В'язні, суди і розстріли

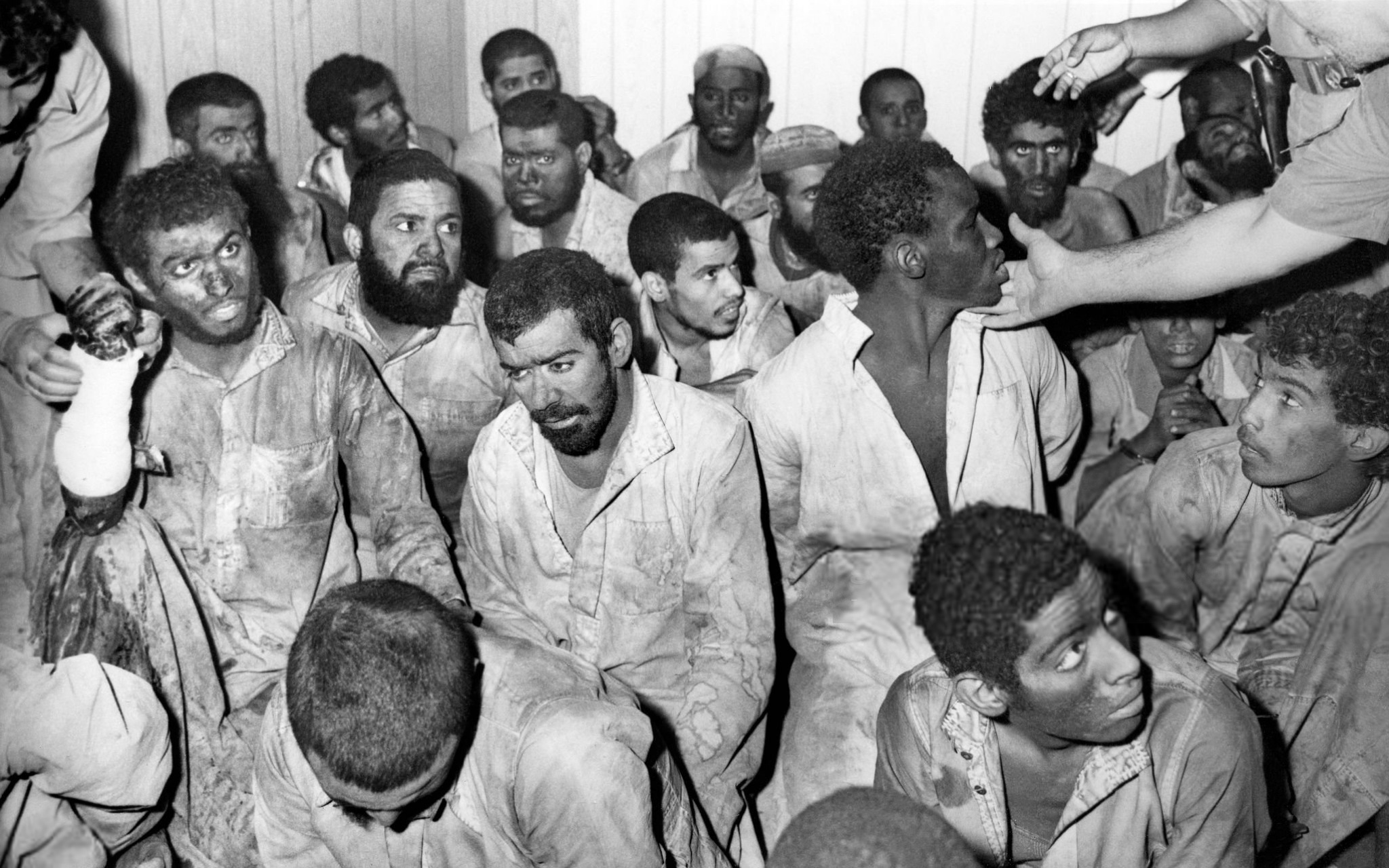
Уцілілі повстанці під вартою саудівської влади (бл. 1979).

Невдовзі після оприлюднення новин про захоплення новий лідер ісламської революції Ірану аятола Хомейні сказав радіослухачам: «Незайвим буде здогадатися, що це справа рук злочинного американського імперіалізму та міжнародного сіонізму». 

Гнів, викликаний цими чутками, поширив антиамериканські демонстрації по всьому мусульманському світу, які, як зазначається, відбулися на Філіппінах, у Туреччині, Бангладеш, східній Саудівській Аравії, Об'єднаних Арабських Еміратах і Пакистані. 

В Ісламабаді, Пакистан наступного дня після захоплення посольство США в цьому місті було захоплене натовпом, який спалив посольство дотла. 
Через тиждень у Триполі, Лівія, інший натовп напав і спалив посольство США. 
 
Радянські агенти також поширювали чутки про те, що за захопленням Великої мечеті стоять США. 

Аль-Кахтані був убитий під час штурму мечеті урядовими військами, але Джухайман та 67 інших повстанців, які пережили штурм, були схоплені та пізніше обезголовлені. 

 
Їм не виявили жодної поблажливості. 
 
Король домігся фетви (указу) від Ради старших вчених 
, 
що визнавала підсудних винними в семи злочинах:
- порушення святості Мечеті аль-Харам (Великої мечеті);
- порушення святості місяця мухаррам ;
- вбивства одновірців-мусульман та інших;
- непокора законній владі;
- припинення молитви в Мечеті аль-Харам;
- помилка в ідентифікації Махді;
- використання невинних для злочинних дій.[37][38]

9 січня 1980 року 63 повстанці були публічно обезголовлені на площах восьми саудівських міст 

(Бурайда, Даммам, Мекка, Медіна, Ер-Ріяд, Абха, Хаїль і Табук).